# خماسي (موسيقى)
الخماسي (بالإنجليزية: Quintet)‏ مصطلح يطلق في أغلب الأحوال علي أي عمل موسيقي يقوم خمسة أشخاص بالاشتراك في تقديمه من خلال فرقة موسيقية.

## استخدامات المصطلح

### في الموسيقي الكلاسيكية
في الموسيقي الكلاسيكية، يستخدم لوصف فرقة موسيقية مكونة من خمسة أفراد تقوم بأداء وعزف أحد المؤلفات الموسيقية. والنمط الشائع له هو كالتالي:
- أن يتم إضافة أحد آلات البيانو أو الأوبوا أو الكلارينت إلى رباعي الآلات الوترية المكون من (آلتي الكمان آله الفيولا وآله التشيللو). وفي هذه الحالة، يسمي الخماسي باسم الآلة المضافة

مثال: إضافة بيانو + رباعي الآلات الوترية ===> خماسي بيانو (وهكذا)
- ونمط آخر شائع له هو خماسية آلات النفخ الخشبية: والذي يتكون من الفلوت، الأوبوا، الكلارينت، الباص والبوق الفرنسي.
- نمط ثالث شائع له وهو خماسي الآلات النحاسية: والذي يتكون من آلتي ترومبيت، البوق الفرنسي، آله الترمبون و آله تيوبا.

### في موسيقى الجاز
يطلق أيضا عادة في موسيقي الجاز على عدد خمسة أشخاص تشترك في أداء عزف موسيقي، باستخدام الطلبلة الإيقاعية، بالإضافة إلى آله أو اثنان من الغيتار أو الترومبيت أو الساكسفون أو الكلارينت أو الترمبون.

### استخدامات أخرى
- كما يطلق هذا اللفظ لوصف خمسة أشياء تشكل في مجموعها وحدة واحدة.